# 鉄 (クルアーン)
『鉄』とは、クルアーンにおける第57番目の章（スーラ）。29の節（アーヤ）から成る。メディナ啓示に分類される。

## 内容
アッラーフの全能とそれに対する信仰の重要性が説かれる。